# Kränkning
Kränkning innebär att frånta någon eller något dess värde, genom att överträda en etablerad gräns. Handlingen innebär ofta någon form av förnedring, skymf eller förödmjukelse.
Kränka är en avledning av det svenska ordet krank, eller 'dålig'. Ordets ursprung är den germanska stammen kranka-, 'krokig'. Kränkning har flera närliggande betydelser såsom att förolämpa, vanära, våldföra sig på eller att bryta mot (till exempel en bestämmelse).
Att kränka någon är att behandla en person nedsättande i ord eller handling, eller att göra ingrepp i dennes rättigheter eller frihet. Synonymer är förödmjuka, skymfa och såra. Kränkning kan vara en brottslig handling. Att förtala eller förolämpa någon kan vara ärekränkning, och andra typer av kränkande handlingar kan vara brottsliga till exempel enligt de olika lagarna mot diskriminering. En äldre betydelse av ordet är att ha samlag med en kvinna på ett vanärande sätt, såsom utanför äktenskapet eller med våld.[källa behövs]
I skadeståndsrätt är kränkning sådan ideell personskada som inte är sveda och värk eller lyte och men, men som utgör grund för kränkningsersättning.
Kränkning kan vara att inte respektera en bestämmelse, överenskommelse eller avtal. 
Inom folkrätten kallas det kränkning när ett lands militär korsar ett annat lands gräns på ett otillåtet sätt, det vill säga utan föregående tillstånd eller i strid med reglerna om oskadlig genomfart. Alla länder anses folkrättsligt skyldiga att skydda sina gränser och avvisa kränkningar, vid behov med våld.
I takt med att begreppet i det allmänna språkbruket utvidgats har det mött kritik. I en regeringspromemoria skrev Justitiedepartementet 2007 att begreppet utvidgats till att omfatta situationer där någon "blir upprörd på egna eller närståendes vägnar" och att denna utvidgning understöds av media. En stor mängd situationer har börjat anses som kränkande, från en känsla att ha blivit orättvist behandlad av en myndighet till missnöjdhet med den service man erhåller från offentliga eller privata institutioner. Sådana händelser uppfattas då som angrepp på den enskildes självkänsla.
| ”                                   | Ibland tycks det räcka med att den kränkte tillhör en grupp som av någon anledning anser sig ringaktad, utan att han personligen är föremål för någon åtgärd eller något nedsättande uttalande. | „ |
| – Justitiedepartementet, Ds 2007:10 | |   |

Ur ett legalt perspektiv konstaterade Justitiedepartementet att det var önskvärt att skadestånd för kränkning endast skulle komma i fråga vid allvarliga kränkningar eftersom det annars skulle kunna uppmuntra till processer om "bagateller".